# Universität Pablo de Olavide

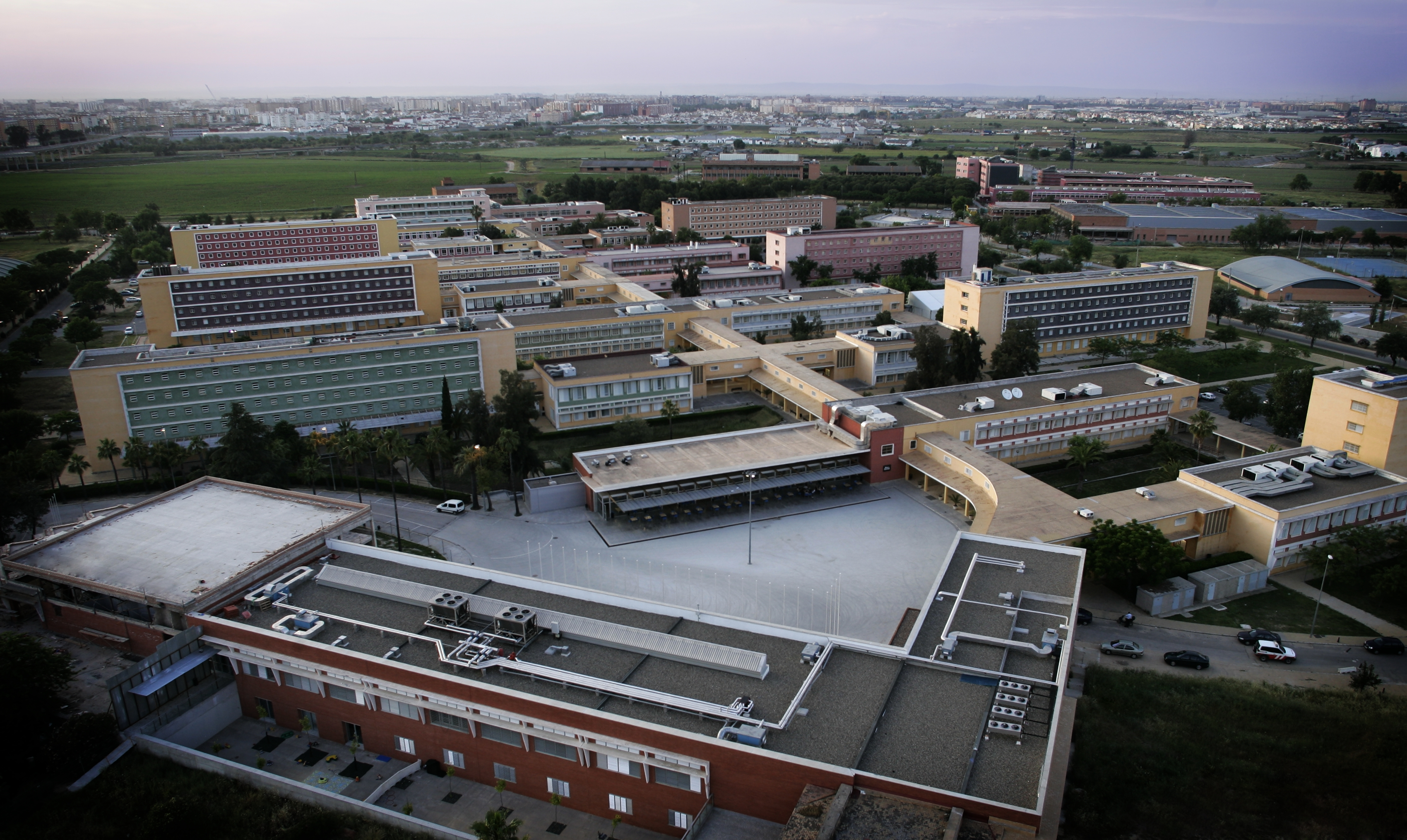
Campus der UPO

Die Universität Pablo de Olavide (spanisch: Universidad Pablo de Olavide) ist eine öffentliche Universität in Sevilla (Spanien).

## Hochschulprofil
Die Gründung erfolgte 1997 und ist somit eine der jüngsten öffentlichen Universitäten Spaniens.  Die UPO hat ca. 12.000 Studierende und ist damit kleiner als die ältere und bekanntere Universität Sevilla (spanisch: Universidad de Sevilla). Der ca. 140 ha große Campus der UPO befindet sich am südöstlichen Stadtrand Sevillas, der Hauptstadt Andalusiens.
Die UPO trägt ihren Namen zu Ehren des hispano-peruanischen Aufklärers und Politikers Pablo de Olavide y Jáuregui (1725–1803), der in Sevilla als Stadtplaner und Reformator der Universität von Sevilla wirkte. Die Namensgebung soll dem Wunsch nach einer Öffnung nach Lateinamerika hin Ausdruck verleihen; umgesetzt wird dies u. a. durch kulturelle und wissenschaftliche Kooperationen mit lateinamerikanischen Universitäten.
Der Campus wurde während des Franquismus Anfang der 1950er Jahre errichtet. Von 1956 bis zu ihrer Auflösung 1978 befand sich dort die Universidad Laboral "José Antonio Primo de Rivera", an der Arbeiter oder ihre Kinder eine Lehre, den Meister oder Fortbildungskurse ablegen konnten.

## Fakultäten
Es gibt sechs Fakultäten:
- Fak. für Wirtschaftswissenschaften (Ciencias Empresariales)
- Fak. für Experimentelle Wissenschaften (C. Experimentales)
- Fak. für Sport (Deporte)
- Fak. für Recht (Derecho)
- Fak. für Humanwissenschaften (Humanidades)
- Fak. für Sozialwissenschaften (C. sociales)

## Forschungszentren
Zur Universität gehören folgende Forschungszentren:
- CABD (Andalusisches Zentrum für Entwicklungsbiologie; Centro Andaluz de Biología del Desarollo), ein spanienweit führendes interdisziplinäres Zentrum für Entwicklungsbiologie
- Zentrum für politische Soziologie (Centro de Sociología Política)
- CICSMA (Forschungszentrum für Sozial- und Umweltrechnungswesen; Centro de Investigación en Contabilidad Social y Medioambiental)
- Amerika-Kolleg (El Colegio de América), eine Plattform zur Förderung von Latinoamerika- und Karibik-Studien und der Zusammenarbeit mit dortigen Universitäten.

## Spezielle Programme und Stipendien
Es werden zahlreiche Programme und internationale Stipendien angeboten, die Studenten einen Auslandsaufenthalt ermöglichen, unter anderem:
- Erasmus-Programm
- Programm Atlanticus (bilaterale Programme für Aufenthalte in den USA, Kanada und Australien)
- PIMA (“Intercambio y Movilidad Académica”, Programm der Organisation Iberoamerikanischer Staaten)
- Programm Mexicalia (bilaterales Programm für Aufenthalte in Mexico)
- Programm UPO-PUCP (bilaterales Programm für Aufenthalte in Peru)
- Programm "Becas Iberoamérica Santander"